# Arkhimédész

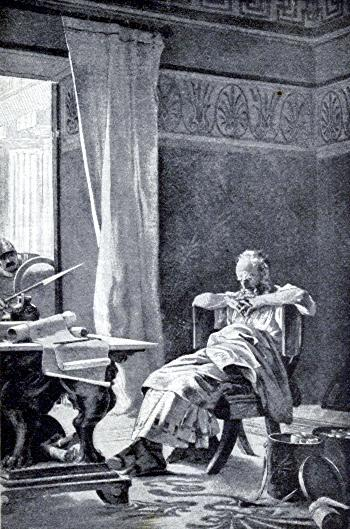

Arkhimédész (ógörögül: Αρχιμήδης), (Szürakuszai, Kr. e. 287 k. – Szürakuszai, Kr. e. 212) ókori szicíliai görög természettudós, matematikus, mérnök, fizikus, csillagász, filozófus. Néhány matematikatörténész őt tartja a legnagyobb ókori matematikusnak, Carl Friedrich Gauss a három legnagyobb között tartotta számon. Bizonyításai a többi görög matematikuséihoz hasonlóan geometriai levezetések voltak, mivel a rendkívül nehézkes görög számírás miatt algebrával a görögök gyakorlatilag nem foglalkoztak; azt csak (amint ezt a szó eredete is mutatja) egy évezreddel később az arabok találták fel. A görög matematikusok közül Arkhimédész jutott a legközelebb ehhez; ennek érdekében újfajta számírást is kifejlesztett.

## Élete
Fiatalabb éveiben Egyiptomban, Alexandriában élt, és valószínűleg kapcsolatot tartott az alexandriai tudósokkal. Itt ismerkedett meg és barátkozott össze egyebek között Eratoszthenésszel; tudományos eredményeiről nagyrészt kettejük baráti-tudományos levelezéséből tudunk.
Pár év múlva visszaköltözött rokona, II. Hierón szürakuszai király udvarába, itt élte le élete hátralevő részét. A második pun háborúban, amikor a Marcellus konzul vezette római hadak megostromolták Siracusát, Arkhimédész ötletes gépezeteket szerkesztett, és a védők döntően ezeknek köszönhetően két évnél is tovább meg tudták tartani a várost, ami végül csak árulás eredményeként esett el. A gépek különösen a római hajóhadnak okoztak nagy veszteségeket. Marcellus megparancsolta ugyan, hogy a nagy tudós életét kíméljék meg, de egy légionárius mégis leszúrta a matematikai problémáiba merült 75 éves tudóst. A legenda szerint azzal ingerelte fel a katonát, hogy amikor az összetaposta a homokba rajzolt ábráját, Arkhimédész rászólt: Μη μου τους κύκλους τάραττε, vagyis: Noli turbare circulos meos! (mások szerint: Noli tangere circulos meos) (= "Ne zavard a köreimet!")
Marcellus a gyilkost megbüntette, és Arkhimédészt tisztességgel eltemettette. Kívánsága szerint a hengerbe írt gömb és kúp körvonalait, legkedvesebb tételének ábráját vésette sírkövére.

## Találmányai
Bár ezek a találmányok olyan hírnevet szereztek számára, hogy bölcsessége több, mint emberi, nem tartotta méltónak, hogy írásos munkát hagyjon hátra ilyen témákról, hanem mivel a mechanikát és mindenféle mesterséget, melynek célja az alkalmazás és a haszon, méltatlannak és piszkosnak tekintett, minden igyekezetével azokra a spekulációkra adta magát, amelyeknek szépségét, finomságát nem szennyezte be az élet közönséges szükségleteinek érintése

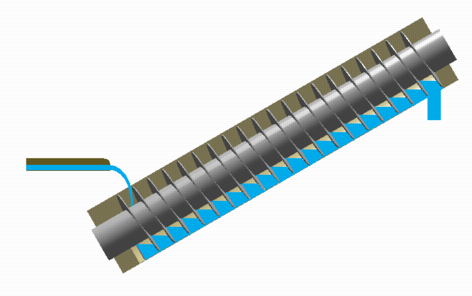
Öntözéshez használt arkhimédészi csavar

Arkhimédész arról vált széles körben ismertté, hogy Egyiptomban, a földek öntözésére megszerkesztette vízemelő gépezetét, az arkhimédészi csavart – korábban a parasztok vödrökkel húzták föl a vizet a kutakból.
Az arkhimédészi csigasor egy állócsigából és több mozgócsigából áll. Plutarkhosz leírja, hogy ezzel a fajta csigasorral Arkhimédész egy teljes felszereléssel és katonákkal teli hadihajót egymaga elvontatott.
Szürakuszai védelmére állítólag olyan gépezeteket tervezett, amelyek egész hajókat emeltek fel kötelekkel (legénységükkel és a rakománnyal együtt). Ehhez alighanem az általa feltalált csigasort használhatta.
A legenda szerint egy római támadást úgy hiúsított meg, hogy tükrökkel felgyújtotta a támadó hajók vitorláit. Arkhimédész megparancsolta a katonáknak, hogy csiszolják fényesre bronzpajzsaikat, majd ív alakban felsorakoztatta őket a rakparton, egy hatalmas parabolatükröt hozva így létre. Aztán a tükör visszaverési szögét beállítva a napsugarakat a támadó római hajókra összpontosítva felgyújtotta azokat.
2005-ben néhány massachusetsi kutatónak egy rekonstruált helyzetben sikerült egy hajó oldalát egy nem túl nagy tükörrel felgyújtania, igazolva, hogy a legendának lehetett valós alapja — sokáig úgy gondolták, hogy Arkhimédész korában csak a síktükröket ismerték, és azokkal ezt nem lehet megcsinálni. Más elképzelések szerint a tükrökkel csak elvakították a legénységet, míg a hajókat gyújtólövedékekkel bombázták.
Az emelő elve és az elv alkalmazásával kifejlesztett gépezetek szenzációként hatottak:
Arkhimédész, Hierónnak, Szürakusza királyának rokona és barátja, közölte a királlyal, hogy bármilyen adott erővel bármilyen súlyt lehet mozgatni. Mint mondják, bizonyításának ereje által annyira felbátorodott, hogy kijelentette, ha van egy másik világ, és ő el tud menni oda, akkor azt el is tudja mozdítani. Hierón igen meglepődött, és kérte Arkhimédészt, valósítsa meg állítását, mutasson meg neki egy csekély erővel elmozdított nagy súlyt. Arhimédész kiválasztott magának a királyi flottából egy háromárbócos szállítóhajót, amelyet sok ember nagy fáradsággal vonszolt a partra, és miután sok utast és a szokásos rakományt elhelyezték a fedélzeten, a hajótól egy kissé távolabb leült a partra, és minden nagyobb erőfeszítés nélkül, kezével bonyolult csigarendszert mozgatva a hajót simán és egyenletesen húzta magához, mintha az a vízen siklott volna tova.
Ezt jól mutatja Szürakuszai ostromának leírása Plutarkhosz: Marcellus élete c. művében.

## Matematikai eredményei

Arkhimédész a sokszögekből közelítve határozta meg a π értékét

Kreativitása és éleselméjűsége minden reneszánsz előtti európai matematikusét felülmúlta. Egy esetlen számrendszerű civilizációban, amelyben a miriád (szó szerint tízezer) végtelent jelentett, olyan helyi értékes számrendszert állított fel és használt (Homokszámlálás c. művében), amelyben a számokat 1064-ig le tudta írni.
Olyan heurisztikus statisztikán alapuló módszert fejlesztett ki, amit ma integrálszámításnak neveznénk, és aminek helyességét egzakt geometriai módszerekkel bizonyította be – de nem tudjuk, hogy integrálszámító módszere mennyire volt pontos.

Gömb és a hozzá illesztett henger

Bebizonyította, hogy a kör kerületének és átmérőjének aránya ugyanannyi, mint területének és sugara négyzetének az aránya. Ezt nem hívta π-nek, de megadott egy módszert e számérték tetszőleges közelítésére, és adott rá egy olyan becslést, ami π értékét 3 + 10/71 (kb. 3,1408) és 3 + 1/7 (kb. 3,1429) közé teszi. A felső határként megadott 22/7-et még a középkorban is általánosan használták π közelítő értékeként. Ő volt az első olyan matematikus, aki a mechanikai görbéket (a mozgó testek pályáit) legitim módon vizsgálható objektumoknak tekintette.
Kedvenc felfedezéseként bebizonyította, hogy a gömb felszíne megegyezik a köré írt hengerpalást területével, és a térfogata a köré írt henger térfogatának 2/3 része. Egy másik nevezetes tétele szerint az egyenlő oldalú henger, a bele írható gömb és a hengerbe írható kúp térfogatainak aránya 3 : 2 : 1.
Arkhimédésznek annyira tetszett a gömb, valamint a köré írt henger felszínének és térfogatának elegáns összefüggése, kívánságára sírkövére is ezt a két testet vésték. Amikor a nagy római államférfi, Marcus Tullius Cicero a Római Birodalom quaestoraként Szicíliába látogatott, felkutatta Arkhimédész elfelejtett sírját, amit a véset alapján sikerült azonosítania. Az elgyomosodott, bozóttal benőtt sírt Syracusae agrigentumi kapujához közel találta meg, és mélységes csalódással számolt be róla:
„Görögországnak ez a leghíresebb és egykor legműveltebb városa nem vett volna tudomást legtehetségesebb polgára sírjáról, ha azt fel nem fedezi egy arpinumi férfi.”
Az ő érdeme az arkhimédészi axiómának nevezett posztulátum megfogalmazása.

## A fizikus

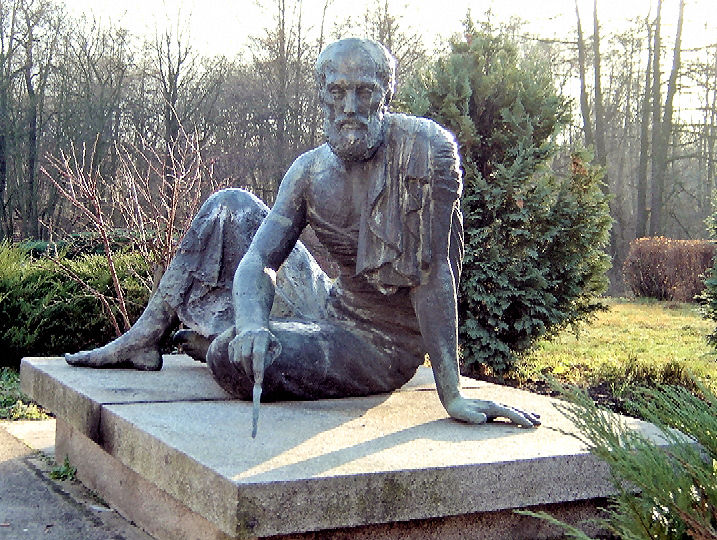
Arkhimédész szobra Berlinben

Bevezette a sűrűség fogalmát. A legenda szerint fürdés közben fedezte fel a felhajtóerőt (Arkhimédész törvénye), aminek örömére kiugrott a kádból, és meztelenül rohant végig az utcán a palotáig azt kiáltozva, hogy „Heuréka!” (megtaláltam).
Az uralkodó megbízásából azt kellett tisztáznia, hogy tiszta aranyból van-e annak koronája. Arkhimédész rájött, hogy ha vízbe mártja a koronát, akkor a víz szintje annyival emelkedik, amennyi a korona térfogata. A koronát, valamint vele azonos súlyú arany-, illetve ezüsttömböt a vízbe merítve a térfogatok különbözőségéből meg tudta állapítani, mennyi ezüstöt kevert az ötvös a korona elkészítésekor az aranyhoz.
Arkhimédész valószínűleg az első ismert és a legjobb matematikai fizikus volt Galilei és Newton előtt. Egyensúlyi törvényeit A síkok egyensúlyáról című, kétkötetes művében ismertette. Az egyensúly törvényeit a korában szokásos (Euklidésznél is látható) módon úgynevezett posztulátumok és az ezekből egyszerű logikai lépésekkel levezetett tételek formájában tette közzé. E tételekkel létrehozta a statika tudományát, leírta az emelőtörvényt, a hidrosztatikai és a mechanikai egyensúlyt. Meghatározta a tömegközéppont (súlypont) fogalmát és kiszámította (pontosabban: megszerkesztette) számos geometriai alakzat súlypontját.

## A csillagász
Cicero ír két olyan eszközről, amit Marcus Claudius Marcellus vitt haza a kifosztott Siracusából. Az egyik egy gömbön ábrázolta a csillagos eget, a másik megjósolta a Nap, a Hold és a bolygók mozgását. Ő Thalésznek és Eudoxosznak tulajdonította őket. Ezt sokáig legendának gondolták, de az antiküthérai szerkezet felfedezése új megvilágításba helyezte a dolgot: valóban elképzelhető, hogy Arkhimédésznek volt ilyen szerkezete. Alexandriai Papposz ír arról, hogy Arkhimédész írt egy kézikönyvet az ilyen éggömbök szerkesztéséről.

## Ismert művei

Archimēdous Panta sōzomena, 1615

Stílusa a mai ember számára nehézkes, hosszadalmas és bosszantóan aprólékos, de ez azért van, mert az általa kifejtett gondolatok manapság közhelyszámba mennek, eszméit többé-kevésbé mindenki ismeri. Az ő korában a levezetés apró lépéseit gondolatainak újszerűsége kellőképp indokolta.
- A síkok egyensúlyáról
- A parabola területéről
- A gömbről és a hengerről
- A körmérés és gömbmérés
- A csigavonalakról; a konoidokról és szferoidokról
- Homokszámlálás (Ψάμμιτηζ)
- Az úszó testekről

## Hatása

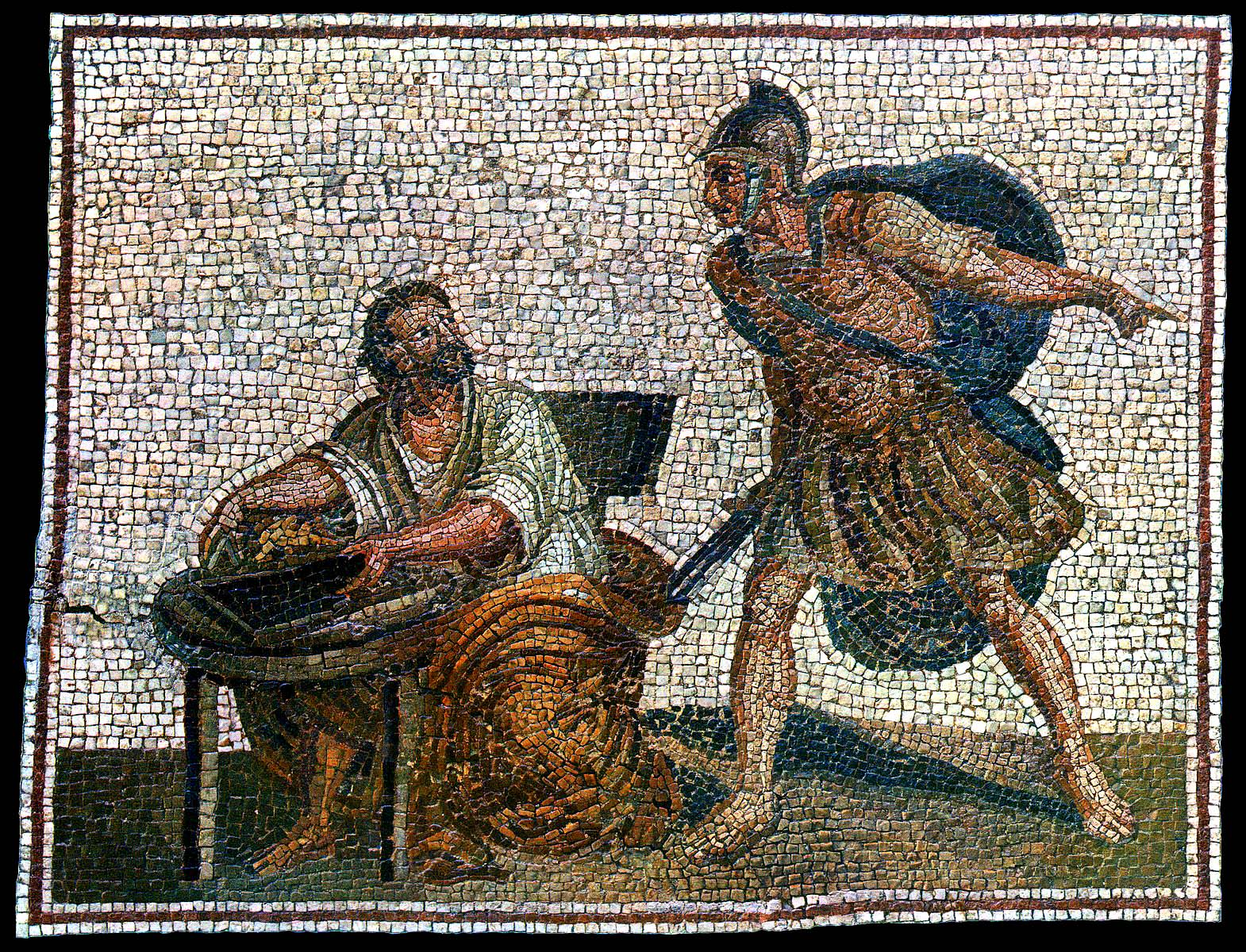
Arkhimédész és a halálát okozó római katona, 2. századi római mozaikon

Arkhimédész jelentőségét nem nagyon ismerték fel az ókorban. Valószínűleg ő és kortársai jutottak el a görög matematikai szigor csúcsára. A középkorban csak nagyon kevés matematikus érthette volna meg munkáit, és ők is nagyon messze éltek egymástól. Sok munkája elveszett, amikor az alexandriai könyvtár kétszer is leégett, és csak latin vagy arab fordításban maradtak fenn egyes művei; ezeket csak az újkori matematika kifejlesztésekor ismerték meg újra.